# Georges Géret
Ne doit pas être confondu avec Georges Guéret.
Antoine Henri Geret dit Georges Géret (nom parfois orthographié Georges Geret ou George Géret) est un acteur français né le 18 octobre 1924 à Lyon 1er (Rhône) et mort le 7 avril 1996 dans le 18e arrondissement de Paris.

## Biographie
Né dans le 1er arrondissement de Lyon, Antoine Henri Geret, orphelin de père, est élevé par sa mère ouvrière. Après de courtes études, il devient mécanographe au Ministère des finances tout en jouant dans des troupes de théâtre amateur.

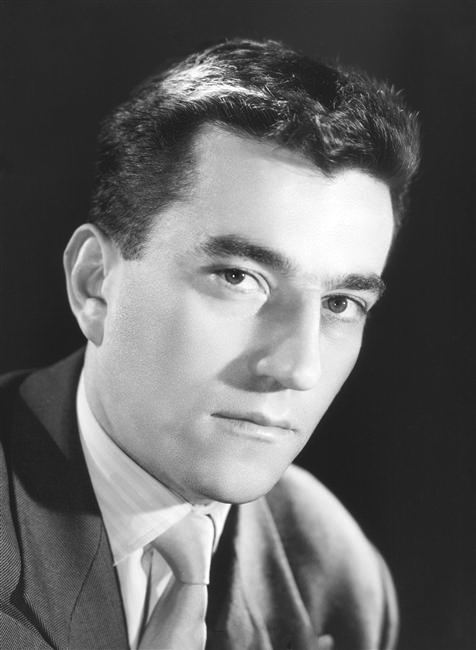
Georges Géret en 1950 (Studio Harcourt).

À vingt-huit ans, il s'installe à Paris, où il est remarqué par le réalisateur et producteur Léo Joannon. Après avoir rejoint, en 1959, le TNP de Jean Vilar, il est engagé par Luis Buñuel pour Le Journal d'une femme de chambre avec Jeanne Moreau. Son personnage de jardinier maurrassien et assassin lui apporte la consécration et le marque définitivement.
Parmi ses autres rôles, on retiendra notamment Roger la Honte ; l’adjudant chargé de la formation des soldats dans le Pistonné et le fanatique de football témoin de l’attentat dans Z.
D'autres rôles le marqueront également dans la mémoire collective : le fameux Rouquemoute avec lequel Ventura doit en découdre dans La Métamorphose des cloportes ; le fusilier-mitrailleur Pinot du Week-end à Zuydcoote (1964) avec la réplique culte : « Aussi sec ! » ; le voisin de Jean Gabin qui tombe amoureux de sa protégée dans Le Tonnerre de Dieu (1966) ; il est aussi le boulanger qui, dans Paris brûle-t-il ? (1966), permet à Pierre Vaneck de passer en zone libre. Il retrouve Jean-Paul Belmondo dans Flic ou Voyou (1979) de Georges Lautner où il tient le rôle de « L'Auvergnat », bandit notoire, et apparaît entièrement nu dans une cabine téléphonique.
Georges Géret travaille également à la télévision avec des réalisateurs comme René Lucot, Stellio Lorenzi, Claude Barma ou Marcel Bluwal qui lui donne le rôle de Jean Valjean des Misérables (1972), ou encore Maurice Cazeneuve, pour lequel il est le Vautrin des Splendeurs et misères des courtisanes.
Il meurt dans le 18e arrondissement de Paris le 7 avril 1996 des suites d'un cancer. Il est inhumé au cimetière de Saint-Paul-de-Vence.

## Filmographie

### Cinéma

#### Années 1950
- 1954 : Le Défroqué de Léo Joannon : un militaire
- 1955 : Les Nuits de Montmartre de Pierre Franchi
- 1955 : Le Secret de sœur Angèle de Léo Joannon
- 1956 : L'Homme aux clés d'or de Léo Joannon : l'avocat de la défense
- 1957 : Ces dames préfèrent le mambo de Bernard Borderie : le lieutenant de police
- 1958 : Le Désert de Pigalle de Léo Joannon : René
- 1959 : Ramuntcho de Pierre Schoendoerffer

#### Années 1960
- 1960 : Le Caïd de Bernard Borderie : Jo
- 1961 : Le Sahara brûle de Michel Gast
- 1962 : Le Monte-charge de Marcel Bluwal : un homme se disputant au bar
- 1962 : Climats de Stellio Lorenzi
- 1964 : Le Journal d'une femme de chambre de Luis Buñuel : Joseph
- 1964 : Le Chevalier de Maison-Rouge de Claude Barma - version écourtée du feuilleton télévisé : Simon
- 1964 : Week-end à Zuydcoote d'Henri Verneuil : Pinot
- 1964 : L'Insoumis d'Alain Cavalier : le lieutenant Fraser
- 1965 : Par un beau matin d'été de Jacques Deray : Zegetti
- 1965 : Mata Hari, agent H21 de Jean-Louis Richard : le deuxième soldat
- 1965 : La Métamorphose des cloportes de Pierre Granier-Deferre : Rouquemoute
- 1965 : Le Tonnerre de Dieu de Denys de La Patellière : Roger
- 1965 : Compartiment tueurs de Costa-Gavras : un agent de police
- 1966 : Paris brûle-t-il ? de René Clément : le boulanger
- 1966 : Roger La Honte - (Trappola per l'assassino) de Riccardo Freda : Roger Laroque
- 1966 : Opération Opium (The Poppy Is Also a Flower) de Terence Young : Supt. Roche
- 1967 : La Grande Sauterelle de Georges Lautner : Marco
- 1967 : L'Étranger - (Lo straniero) de Luchino Visconti : Raymond
- 1967 : Deux Billets pour Mexico de Christian-Jaque : Carlos
- 1968 : Le Mois le plus beau de Guy Blanc : Cyprien Boromès
- 1968 : Vivre la nuit de Marcel Camus : Bourgoin
- 1968 : Les Hommes de Las Vegas - (Las Vegas 500 millones) d'Antonio Isasi Isasmendi : Leroy
- 1968 : L'Étoile du sud - (The southern star) de Sidney Hayers : Andre
- 1968 : L'Astragale de Guy Casaril : Jean
- 1968 : Un coin tranquille à la campagne - (Un tranquillo posto di campagna) d'Elio Petri : Attilio
- 1969 : Z de Costa-Gavras : Nick
- 1969 : Le Bourgeois gentil mec de Raoul André : Durante
- 1969 : La Fiancée du pirate de Nelly Kaplan : Gaston Duvalier

#### Années 1970
- 1970 : Le Champignon de Marc Simenon : Kurt
- 1970 : Le Temps des loups de Sergio Gobbi
- 1970 : Le Pistonné de Claude Berri : l'adjudant corse Ferracci
- 1971 : Biribi de Daniel Moosmann : Craponi
- 1971 : Les Jambes en l'air - ou César Grandblaise Jean Dewever : César Grandblaise
- 1972 : Les Félines de Daniel Daërt
- 1972 : La Horde des salopards - (Una ragione per vivere e una per morire) de Tonino Valerii : Sergent Spike
- 1973 : Le Mataf de Serge Leroy : Basilio Hagon
- 1973 : Un officier de police sans importance de Jean Larriaga : Rémy Scoto
- 1973 : Le Solitaire d'Alain Brunet : François Gosset
- 1973 : La Punition de Pierre-Alain Jolivet : Manuel
- 1973 : L'Insolent de Jean-Claude Roy : Marco
- 1973 : Le Dingue de Daniel Daërt
- 1974 : Par le sang des autres de Marc Simenon : l'inspecteur
- 1974 : La Gueule de l'emploi de Jacques Rouland : le boxeur
- 1974 : Le Protecteur de Roger Hanin : Samuel Malakian
- 1975 : La Traque de Serge Leroy : le braconnier
- 1975 : Le Bougnoul de Daniel Moosmann : le chauffeur de l'autobus
- 1975 : Le Faux-cul de Roger Hanin : Rousselet
- 1976 : Le Ricain de Jean-Marie Pallardy
- 1976 : Spermula de Charles Matton : Grop
- 1978 : L'Amour en question d'André Cayatte : le commissaire Lachot
- 1978 : Et vive la liberté ! de Serge Korber : le sergent
- 1979 : La Gueule de l'autre de Pierre Tchernia : le commissaire Javert
- 1979 : Flic ou Voyou de Georges Lautner : Théodore Musard dit « l'Auvergnat »

#### Années 1980-1990
- 1980 : Le Guignolo de Georges Lautner : Joseph
- 1980 : Téhéran 43 de Vladimir Naoumov : Dennis Pew
- 1981 : Les Uns et les Autres de Claude Lelouch
- 1981 : Signé Furax de Marc Simenon : Capitaine Fauderche
- 1982 : La Guérilléra de Pierre Kast : El Mariscal
- 1982 : Pour cent briques, t'as plus rien... d'Édouard Molinaro : Bouvard
- 1983 : Salut la puce de Richard Balducci : le poète
- 1983 : La Bête noire de Patrick Chaput : M. Guyot
- 1984 : L'Autographe - (Das Autogramm) de Peter Lilienthal : le Dr Gallo
- 1985 : Urgence de Gilles Béhat : Patrick Villard
- 1986 : Exit exil de Luc Monheim : Joachim
- 1987 : Hôtel du Paradis de Jana Boková : le Dr Jacob
- 1987 : Diventero padre de Gianfranco Albano
- 1988 : I ragazzi di via Panisperna de Gianni Amelio : Francese, l'ami d'Ettore
- 1992 : L'Inconnu dans la maison de Georges Lautner : Ange Brunetti

### Télévision
- 1957 : Madame Maxence a disparu de Bernard Hecht (téléfilm)
- 1959 : Les Cinq Dernières Minutes, épisode Dans le pétrin de Claude Loursais : le boulanger Maresquier
- 1962 : Le Dossier Chelsea Street de Marcel Bluwal (téléfilm) : le premier policier
- 1963 : Le Théâtre de la jeunesse : Jean Valjean d'Alain Boudet, d'après Les Misérables de Victor Hugo
- 1963 : Le Chevalier de Maison-Rouge de Claude Barma, d'après Alexandre Dumas : Simon
- 1963 : L'Île mystérieuse de Pierre Badel, d'après Jules Verne : Ayrton
- 1972 : Didier Daurat : Histoire de l'Aéropostale, Réalisateur Claude Barma
- 1972 : Les Misérables de Marcel Bluwal, d'après Victor Hugo : Jean Valjean
- 1974 : Aux frontières du possible  : épisode : Meurtres à distance de Claude Boissol
- 1975 : Splendeurs et misères des courtisanes de Maurice Cazeneuve, d'après Honoré de Balzac : Vautrin
- 1975 : Les Mohicans de Paris de Bernard Borderie
- 1979 : Le Dernier Choix du maréchal Ney de Maurice Frydland, téléfilm des Dossiers de l'écran : le maréchal Ney
- 1984 : Le Mystérieux Docteur Cornélius de Jean-Daniel Simon : Fred Jorgell
- 1987 : Little Roma (it), série télévisée RAI TV, de Francesco Massaro : Don Santino

## Théâtre
- 1955 : Le Scieur de long de Marcel Moussy, théâtre du Tertre
- 1956 : Soledad de Colette Audry, mise en scène François Perrot, théâtre de Poche-Montparnasse
- 1957 : L'Autre Alexandre de Marguerite Liberaki, mise en scène Claude Régy, théâtre de l'Alliance française
- 1958 : Procès à Jésus de Diego Fabbri, mise en scène Marcelle Tassencourt, Théâtre Hébertot
- 1958 : Douze Hommes en colère de Reginald Rose, mise en scène Michel Vitold, théâtre de la Gaîté-Montparnasse
- 1960 : À vous Wellington d'après Willis Hall, mise en scène François Maistre, théâtre du Vieux-Colombier
- 1960 : La Résistible Ascension d'Arturo Ui de Bertolt Brecht, mise en scène Jean Vilar et Georges Wilson, TNP théâtre de Chaillot
- 1962 : Les Cailloux de Félicien Marceau, mise en scène André Barsacq, théâtre de l'Atelier
- 1962 : La guerre de Troie n'aura pas lieu de Jean Giraudoux, mise en scène Jean Vilar, Festival d'Avignon
- 1969 : Pizarro et le Soleil de Peter Shaffer, mise en scène Jean Mercure, Théâtre de la Ville
- 1973 : Le Tartuffe de Molière, mise en scène Roger Planchon
- 1976 : Lucienne et le boucher de Marcel Aymé, mise en scène Nicole Anouilh, théâtre Saint-Georges
- 1977 : L'Otage de Paul Claudel, mise en scène Guy Rétoré, Festival d'Avignon
- 1978 : Les Rustres de Carlo Goldoni, mise en scène Claude Santelli, théâtre de la Michodière
- 1981 : Conversations dans le Loir et Cher d'après Paul Claudel, mise en scène Christian Benedetti, Théâtre Silvia Monfort
- 1989 : La Présidente de Maurice Hennequin et Pierre Veber, mise en scène Pierre Mondy, théâtre des Variétés
- 1990 : Lorenzaccio d'Alfred de Musset, mise en scène Francis Huster, Printemps des comédiens Montpellier